# Resistance (film, 2020)
Pour les articles homonymes, voir Resistance.
Pour plus de détails, voir Fiche technique et Distribution.
Resistance est un film multinational réalisé par Jonathan Jakubowicz, sorti en 2020. Il s'agit d'un film biographique sur le mime français Marcel Marceau.

## Synopsis
Durant la Seconde Guerre mondiale, en 1942, sous l'influence de son frère Simon et de son cousin Georges Loinger, Marcel Mangel, âgé de 19 ans, s'engage dans la Résistance française au sein des Éclaireurs israélites de France. Il prend comme nom de résistant Marcel Marceau. En partie par le mime, il aidera de nombreux enfants orphelins, dont les parents ont été tués par les nazis, à fuir d'abord en zone libre, puis en Suisse.

## Fiche technique
Sauf indication contraire, les informations mentionnées dans cette section peuvent être confirmées par la base de données cinématographiques IMDb,  présente dans la section « Liens externes ».
- Titre original : Resistance
- Réalisation et scénario : Jonathan Jakubowicz
- Direction artistique : Adela Hakova, Adriana Luna et Pierre Pfundt
- Décors : Tomas Voth
- Costumes : Katharina Ost
- Photographie : M.I. Littin-Menz
- Montage : Alexander Berner
- Musique : Angelo Milli
- Production : Carlos Garcia de Paredes, Claudine Jakubowicz, Jonathan Jakubowicz, Dan Maag et Patrick Zorer

Producteurs délégués : Nik Bower, Christelle Conan, Wei Han, Frank Kusche et Deepak Nayar
- Sociétés de production : Pantaleon Films, Bliss Media, Epicentral Studios, Riverstone Pictures et Ingenious Film Partners
- Sociétés de distribution : IFC Films (États-Unis), Canal+ (France)
- Budget : n/a
- Pays d'origine :  France,  États-Unis,  Allemagne,  Royaume-Uni
- Langue originale : anglais
- Format : couleur
- Genre : drame biographique, historique et guerre[1]
- Durée : 120 minutes
- Dates de sortie[2] :
  - États-Unis : 27 mars 2020 (sortie limitée et vidéo à la demande)
  - France : septembre 2020 (festival du cinéma américain de Deauville - Les Premières)
  - France : 25 novembre 2020 (en VOD)

## Distribution
- Jesse Eisenberg (VF : Donald Reignoux) : Marcel Marceau
- Ed Harris (VF : Féodor Atkine) : le général George Patton
- Édgar Ramírez (VF : Tangi Daniel) : Sigmund
- Clémence Poésy (VF : elle-même) : Emma
- Matthias Schweighöfer (VF : Philipp Weissert) : Klaus Barbie
- Bella Ramsey : Elsbeth
- Géza Röhrig : Georges Loinger
- Karl Markovics : Charles Mangel
- Félix Moati : Simon Mangel
- Alicia von Rittberg : Regine
- Vica Kerekes : Mila

## Production
En mai 2017, Jesse Eisenberg est annoncé pour incarner Marcel Marceau. La distribution s'étoffe ensuite avec les arrivées d'Ed Harris, Clémence Poésy et Édgar Ramírez, annoncées en novembre 2018. L'acteur français Félix Moati est également annoncé.
Le tournage débute en septembre 2018 et a lieu principalement à Prague en République tchèque. Il se déroule également à Liberec ainsi que dans les studios Bavaria en Allemagne. Ceci explique certaines fautes de français dans les décors, par exemple la banderole « Palais du fêtes » aux armoiries de la ville de Strasbourg, au lieu du grammaticalement correct « Palais des fêtes » aux bandes bleu blanc rouge d'après l'affiche d'époque, à 10 minutes 47 secondes.
Les héritiers de Marcel Marceau se déclarent « indignés » que le film ait été réalisé sans les consulter et reprochent à la production de ne raconter que les années de guerre, ce qui minimiserait la carrière artistique de Marceau. Les héritiers s'engagent à produire un film biographique. De plus le film contient quelques scènes difficiles ce qui restreint son audience à un public lycéen ou majeur. Enfin, le film souffre légèrement d'un casting déséquilibré avec un Jesse Eisenberg incontournable, Oscar du meilleur acteur en 2011, qui trouve ici un rôle poignant et en lien avec son judaïsme et l'émigration de ses parents. Ceci rappelle le cas de La vie est belle (film, 1997) réalisé et interprété par un Roberto Benigni omniprésent. Néanmoins le film présente des qualités indéniables, ce qui explique en partie qu'aucun nouveau film sur le sujet ne se fasse dans l'immédiat. Un film documentaire impliquant la famille Marceau, L'art du silence est produit en 2022.

## Accueil
Le film reçoit des critiques partagées. Sur l'agrégateur américain Rotten Tomatoes, il récolte 56% d'opinions favorables pour 87 critiques et une note moyenne de 5,69⁄10. Sur Metacritic, il obtient une note moyenne de 53⁄100 pour 19 critiques.
Dans le journal québécois La Presse, on peut lire une critique négative « Même si l’on souscrit d’emblée au devoir de mémoire [...] il est difficile de passer par-dessus les carences du scénario et les traits parfois grossiers avec lesquels certains personnages ont été dessinés. Et puis, cette idée de faire parler tous les personnages français dans la langue de Shakespeare passe beaucoup plus mal à notre époque. Malgré l’honorable performance de Jesse Eisenberg, ce film n’est pas à la hauteur de l’histoire de Marcel Marceau. »
Côté box-office, le film connait un très faible succès commercial. Aux Etats-Unis, il sort le 27 mars 2020 mais ne connait qu'une sortie limitée en raison de la Pandémie de Covid-19 engendrant la fermeture de la plupart des salles. Resistance ne totalise ainsi que 7 464 $ de recettes sur le sol américain et 282 228 $ dans le monde.
La principale maladresse du film, pour Les Échos, est d'avoir reconstitué une rencontre entre Marcel Marceau et Klaus Barbie qui n'a jamais eu lieu.